# Placówka Straży Celnej „Zacieczki”

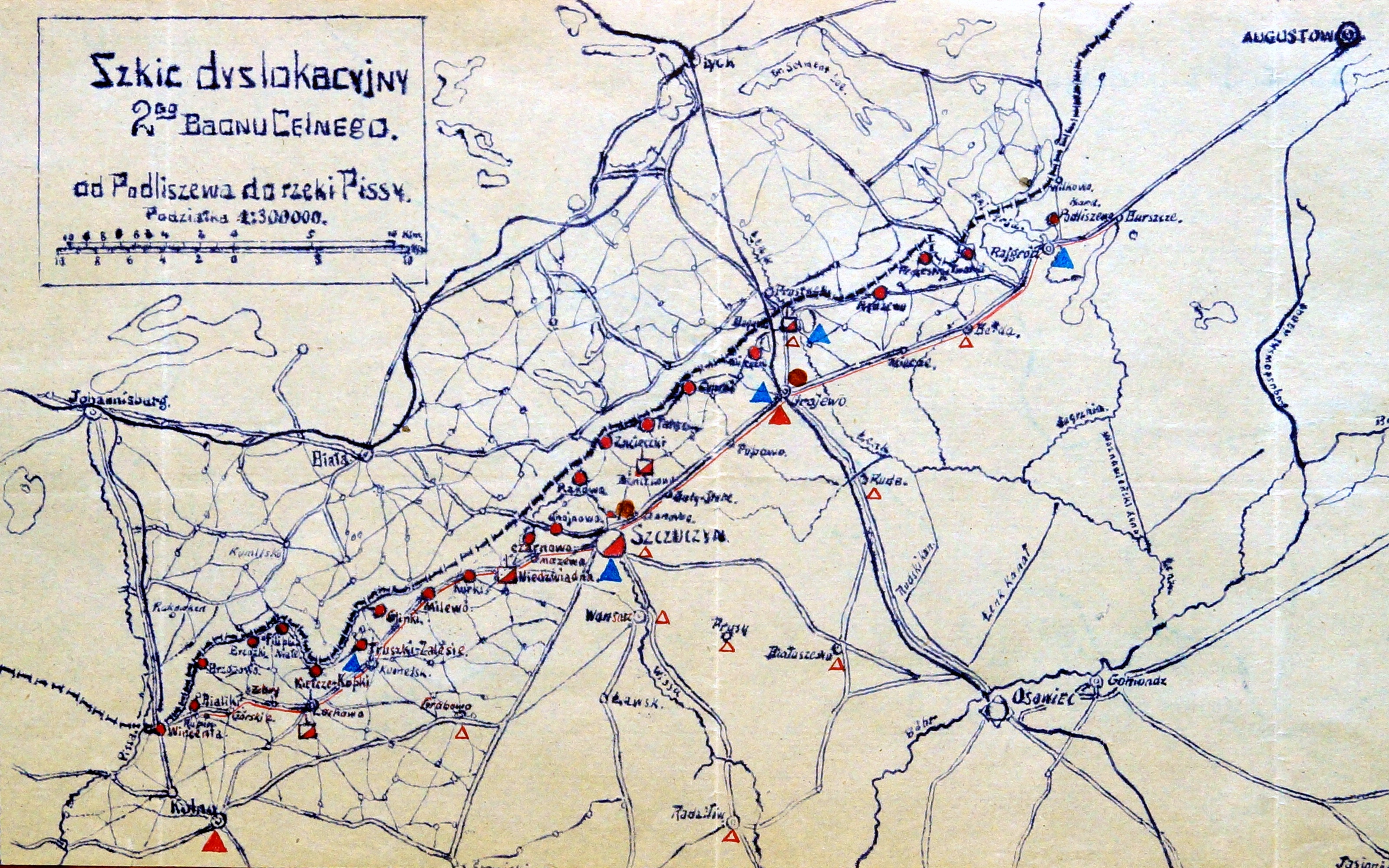
Szkic 2 batalionu celnego w 1921

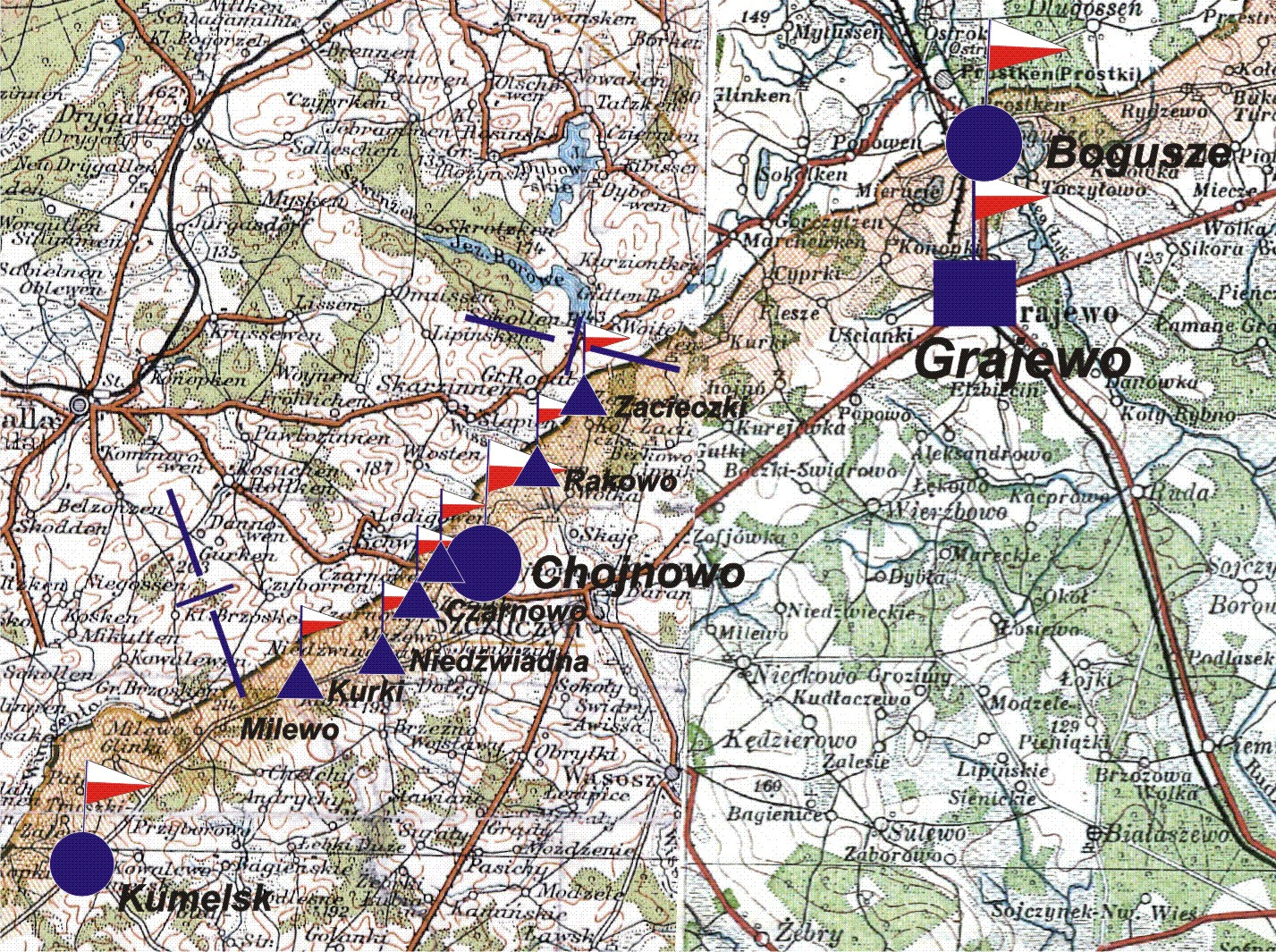
Rozmieszczenie placówek SC komisariatu "Chojnowo" w 1926 roku

Placówka Straży Celnej „Zacieczki” – jednostka organizacyjna Straży Celnej pełniąca w okresie międzywojennym służbę ochronną na granicy polsko-niemieckiej.

## Formowanie i zmiany organizacyjne
Na wniosek Ministerstwa Skarbu, uchwałą z 10 marca 1920 roku, powołano do życia Straż Celną. Od połowy 1921 roku jednostki Straży Celnej rozpoczęły przejmowanie odcinków granicy od pododdziałów Batalionów Celnych. W 1921 roku w Bęćkowie stacjonował sztab 2 kompanii 2 batalionu celnego. Kompania wystawiała między innymi placówkę w Zacieczkach. Proces tworzenia Straży Celnej trwał do końca 1922 roku. Placówka Straży Celnej „Zacieczki” weszła w podporządkowanie komisariatu Straży Celnej „Chojnowo” z Inspektoratu SC „Grajewo”.
W drugiej połowie 1927 roku przystąpiono do gruntownej reorganizacji Straży Celnej. W praktyce skutkowało to rozwiązaniem tej formacji granicznej. Ochronę północnej, zachodniej i południowej granicy państwa przejęła powołana z dniem 2 kwietnia 1928 roku Straż Graniczna. W strukturach nowo powstałej formacji nie odtworzono placówki „Zacieczki”.

## Służba graniczna
Sąsiednie placówki
- placówka Straży Celnej „Tarachy” ⇔ placówka Straży Celnej „Rakowo” – 1926[9]

## Funkcjonariusze placówki
Kierownicy placówki
| stopień          | imię i nazwisko, numer   | okres pełnienia służby |
| ---------------- | ------------------------ | ---------------------- |
| starszy strażnik | Bolesław Laskowski (155) | był w 1926             |

Obsada personalna placówki w 1926:
- starszy strażnik Bolesław Laskowski (155)
- strażnik Józef Bąk (139)
- strażnik Stanisław Doroba (182)
- strażnik Michał Rusiewicz (959)
- strażnik Jan Wojtkowiak (47)